# 热爱 (2009年电视剧)
《热爱》是一部中国电视连续剧，又名《大镇反》。于2008年4月在苏州开机拍摄。2009年4月19日，全国首播仪式在苏州广电总台的演播厅隆重举行，从5月开始，在中國各大地方电视台播出。2009年4月24日云南都市频道/吉林都市频道首播及2010年4月20日广西卫视上星。

## 简介
- 由苏有朋、韩雪主演的电视剧《热爱》以上世纪50年代大镇反为背景，讲述了一个悬念迭起的故事……
- 本剧号称是中国首部精神分析反特剧，剧中也大加渲染对各个角色的强迫症，引起专家和网友不少争议[4][5]。

## 演员表
- 苏明涛——苏有朋
- 沈寒秋——韩雪
- 刘世昌——赵　君
- 许　军——陈龙
- 李小圆——薛佳凝
- 沈思行——张晨光
- 周思学——张佩华
- 陆萍香——胡可
- 林局长——炽　龙
- 严永强——寇占文
- 傅医生——傅程鹏
- 佘士群(余冰)——徐　震
- 程雅茹——宋　洁
- 红　英——王艺乔
- 慧　芬——钱同钰
- 水　根——肖　明
- 吴　妈——续丽雯
- 牛组长——贾圆圆
- 程宁宁——张　恬
- 老道士——吴启协
- 少年苏明涛——陈浩伟
- 少年沈寒秋——吕　憬
- 少年许军——马　鑫
- 许军姐姐——俞莎莎
- 青年水根——徐兰云
- 青年吴妈——费　可
- 乐　乐——袁嘉晨
- 张振洪——吴　波
- 刘管教——汪耀泉
- 何干事——王一帆
- 李广东——王　冲
- 郭局长——梁　军
- 赵人和——秦　平
- 闻局长——范小天
- 丁区长——付万军
- 朱市长——陈永健
- 沈爷爷——陈显达
- 沈奶奶——罗周红
- 沈　母——谢　静
- 朱太太——袁安蓉
- 女医生——姬桂梅

## 主创
- 出品人、导演、编剧：范小天
- 总制片：范小天
- 制片人：秦平
- 编剧：袁利
- 执行导演：寇占文 林建中
- 制片主任：顾永建
- 策划：阚靖 顾耀东
- 统筹：胡之强
- 服装设计：焦宝娥
- 美术师：朱允荣
- 摄影指导：林建中
- 摄影师：刘继光
- 灯光师：许健
- 服装师：袁安蓉
- 化妆师：王晓玲
- 道具师：王彦宽
- 副美术：辛毅
- 美工：陈道生
- 剪辑师：顾国良
- 副导演：吴艳杰 江雪
- 置景组长：黄金山